# 美國國家標準協會
美国国家标准学会（American National Standards Institute，ANSI）是负责制定美国国家标准的非营利组织。美国国家标准学会授权标准起草机构按照一系列规范编写标准草案。由此产生的候选文献通过ANSI审核批准后成为美国国家标准。
美国国家标准学会是国际标准化组织和国际电工委员会的成员。

## 歷史
美国五家行业标准学会于1918年10月19日成立美国工程标准委员会（AESC），1928年改为美国标准协会（ASA）。1966年8月改组为美利坚合众国标准组织（USASI）。1969年10月6日改为现名。

## 外部連結
- ANSI官方網址 （页面存档备份，存于）
  - ANSI概覽 （页面存档备份，存于）
  - ANSI歷史概覽 （页面存档备份，存于）